# Gliese 54
Gliese 54 är en dubbelstjärna belägen i mellersta delen av stjärnbilden Tukanen. Den har en skenbar magnitud av ca 9,80 och kräver ett mindre teleskop för att kunna observeras. Baserat på uppmätt parallax på ca 126,9 mas beräknas den befinna sig på ett avstånd av ca  25,7 ljusår (ca  7,9 parsec) från solen. Den rör sig bort från solen med en heliocentrisk radialhastighet av ca 26 km/s.
De närmaste stjärnorna till Gliese 54 är Zeta Tucanae, en solliknande stjärna på 3,1 ljusårs avstånd och Beta Hydri på 5,1 ljusårs avstånd.

## Egenskaper
Primärstjärnan Gliese 54 A är en röd till orange dvärgstjärna i huvudserien av spektraltyp M2.5. Den har en massa av ca 0,43 solmassa, en radie av ca 0,51 solradie och har en effektiv temperatur av ca 4 300 K.
SIMBAD har registrerat Gliese 54 som en variabel stjärna med den provisoriska variabelbeteckningen NSV 427. Den har en följeslagare med vilken den bildar ett dubbelstjärna vars omloppsperiod är 427 ± 9 dygn. Följeslagaren, en röd dvärg vars ljusstyrka är omkring magnitud lägre än Gliese 54, har upplösts med instrumentet NICMOS installerat i rymdteleskopet Hubble.